# Avenida da Capital
A Avenida da Capital é uma das principais vias da cidade de Campo Grande, no estado do Mato Grosso do Sul, Brasil.